# Loketo
Loketo est un groupe musical congolais fondé en 1986 par Aurlus Mabélé, Diblo Dibala et Mav Cacharel. Aujourd'hui, le groupe est l'interprète le plus légendaire de la musique Soukouss, non seulement en Afrique, mais en Europe et en Amérique. Ce sont eux qui ont réconcilié l'Afrique et les Antilles musicalement.

## Histoire

### Débuts (1986-89)
Nous sommes en 1986, deux membres du groupe Ndimbola Lokolé du Congo accompagnés d'un guitariste zaïrois, Diblo Dibala, fondent le groupe Lokéto, après avoir voyagé en Europe, précisément en France. Ces trois ex-membres sont Aurlus Mabélé, Mav Cacharel et Diblo Dibala. Plus tard, ils sont rejoints par Diblo Dibala, soliste du Congo-Kinshasa. Leur premier album, Trouble, sort en 1988. La même année, le fondateur Mav Cacharel part pour fonder son propre groupe, Kébo. L'année suivante, le groupe voyage aux Antilles et en Amérique, où il signe pour le label Shanachie. Cette année-là, Aurlus, un autre fondateur de Loketo, a eu un enfant appelé Alexandra, aujourd'hui connue sous le nom de Liza Monet, avec une femme réunionnaise.[réf. souhaitée]

### Apogée et gloire (1989-98)
En 1989, après le départ de Mav Cacharel, le groupe recrute Lucien Bokilo, un ami d'Aurlus Mabélé. Ils ont signé pour Jimmy's International Production, le label de Jimmy Houtienou et Patrick Ruscade. On pourrait dire que presque tous les albums du groupe ont été produits par eux. 
À la fin des années 1980, l'orchestre est installé à Paris, en France. Le troisième album, Explosion, est enregistré et sorti en 1989, sous le label Jimmy's International Production et une réédition à Shanachie en 1991, avec de nouvelles chansons. Le groupe fait une apparition dans le film de 1988, Black Mic-Mac 2, en interpretant le titre Super K issu d'un album solo du soliste Diblo Dibala. 
En 1991, un album est sorti, Embargo, qui contient la chanson à succès du même nom, au nom du chef d'orchestre Aurlus Mabélé. L'album a également été réédité sous le label Sound Wave Records. Dally Kimoko, un autre guitariste du Zaïre, a rejoint l'agrupation après avoir quitté son groupe, Soukous Stars. 
Dans les années 1990, les seniors, si on peut les appeler ainsi, ont sorti des albums solo, comme Jean Baron, Lucien Bokilo et Diblo Dibala. 
En 1991, Loketo a un invité dans chaque album, Awilo Longomba, quand il était batteur. 
En 1992, le soliste Diblo Dibala prend congé pour créer son groupe, Matchatcha, et sort la même année un album intitulé Laissez passer. 
En 1995, le chanteur Djunny Claude accompagné de la majorité des membres qui eu du succès au sein du groupe, le guitariste Caien Madoka intègre le groupe pour remplacer Dally Kimoko et y restera 4 ans.
Entre 1996 et 2004, tout le groupe est sorti sous le nom d'Aurlus Mabélé. Le troisième fondateur de Loketo, Jean Baron, a également quitté le groupe. 
En 1997, Aurlus Mabélé signe avec JPS Production, le label du défunt Jean-Pierre Saah.

### Première inactivité et fin de Loketo (2004-09)
Depuis la sortie du dernier album d'Aurlus Mabélé, Ça va se savoir en 2004, le groupe Loketo n'a sorti aucun album et est devenu inactif. En 2007, Loketo est revenu à la vie après la sortie de l'album Réconciliation, après un projet de relance de Loketo initié par les deux fondateurs restés en vie, Aurlus Mabélé et Mav Cacharel, alors que Jean Baron est décédé en février 2005. Le projet a duré jusqu'en 2009 et après la sortie de l'album Acte II : Confirmation, leur dernier album, Loketo a mis fin à une tournée internationale et a terminé ses activités professionnelles[réf. souhaitée]. Et c'est ainsi qu'une légende de Soukouss s'est effondrée[style à revoir].

### Retour d'Aurlus Mabélé (2018-20)
Souffrant d'un AVC depuis 2009, certaines sources ont affirmé qu'Aurlus Mabélé prévoyait un retour avec une nouvelle danse spéciale, avant sa mort le 19 mars 2020 après avoir contracté la Covid-19.

## Discographie

### Albums

#### Albums studio
- 1988 : Trouble
- 1989 : Explosion
- 1991 : Extra Ball
- 1991 : Embargo
- 1991 : Comme un ..
- 1993 : Choc à distance
- 1994 : Génération Wachiwa, encaisse tout
- 1996 : Souci y a la vie
- 1997 : Protéine 4
- 1998 : Tour de contrôle
- 2000 : Dossier X
- 2004 : Ça va se savoir ?
- 2007 : Réconciliation
- 2008 : Acte II : Confirmation

#### Maxi-singles
- 1992 : Éléphants ambiance (Sénégal, 1992)

## Anciens membres

### Chanteurs/chanteuses
- Aurlus Mabélé : 1986-2009
- Mav Cacharel : 1986-1989
- Jean Baron : 1986-1995
- Lucien Bokilo : 1989-1992
- Djunny Claude : 1991-1995
- Marie Céline Chrone : 1987-1996

### Guitaristes/bassistes
- Diblo Dibala : 1986-1990
- Dally Kimoko : 1990-1993
- Caien Madoka : 1993-2000
- Blandin Wabacha : 1986-1992
- Mimi Kazidona : 1986 - 1989
- Freddy De Majunga : 1989 - 1990
- Rémy Sah'lomon : 1986-1998
- Miguel Yamba : 1989 - 1990
- Faustino Ngoita : 1997-2004

### Batteurs
- Mack Macaire : 1986-1997
- Awilo Longomba : 1991